# Konstantin Dawidowitsch Buschujew
Konstantin Dawidowitsch Buschujew (russisch Константин Давыдович Бушуев; * 10. Maijul. / 23. Mai 1914greg. in Tscherten, Rajon Mossalsk, Oblast Kaluga; † 26. Oktober 1978) war ein sowjetischer Raumfahrtingenieur.
Buschujew, der Sohn eines Lehrers, arbeitete zuerst in einem Schmelzwerk einer Flugzeugfabrik, bevor er das staatliche Luftfahrtinstitut in Moskau besuchte. Dieses schloss er 1941 als Ingenieur für Flugzeugbau ab. Danach arbeitete er für kurze Zeit an der BI-1, dem ersten sowjetischen Raketenflugzeug.
1945 wechselte Buschujew zum von Sergei Koroljow geleiteten OKB-1. Dort beteiligte er sich am Design von Raketen und wurde 1954 stellvertretender Leiter. In dieser Position entwickelte er die Raumschiffe Wostok und Sojus sowie die ersten Saljut-Raumstationen. Außerdem arbeitete er an den sowjetischen Raumsonden zum Mond und zu den Planeten Venus und Mars.
In den 1970er Jahren war er der sowjetische Leiter des Apollo-Sojus-Test-Projekts, dem Treffen zwischen Sowjets und US-Amerikanern im Weltraum. Er war zudem seit 1960 korrespondierendes Mitglied der Akademie der Wissenschaften der UdSSR.
Er wurde als Held der sozialistischen Arbeit ausgezeichnet und bekam den Lenin- und Stalinpreis.